# Sciapteryx costalis

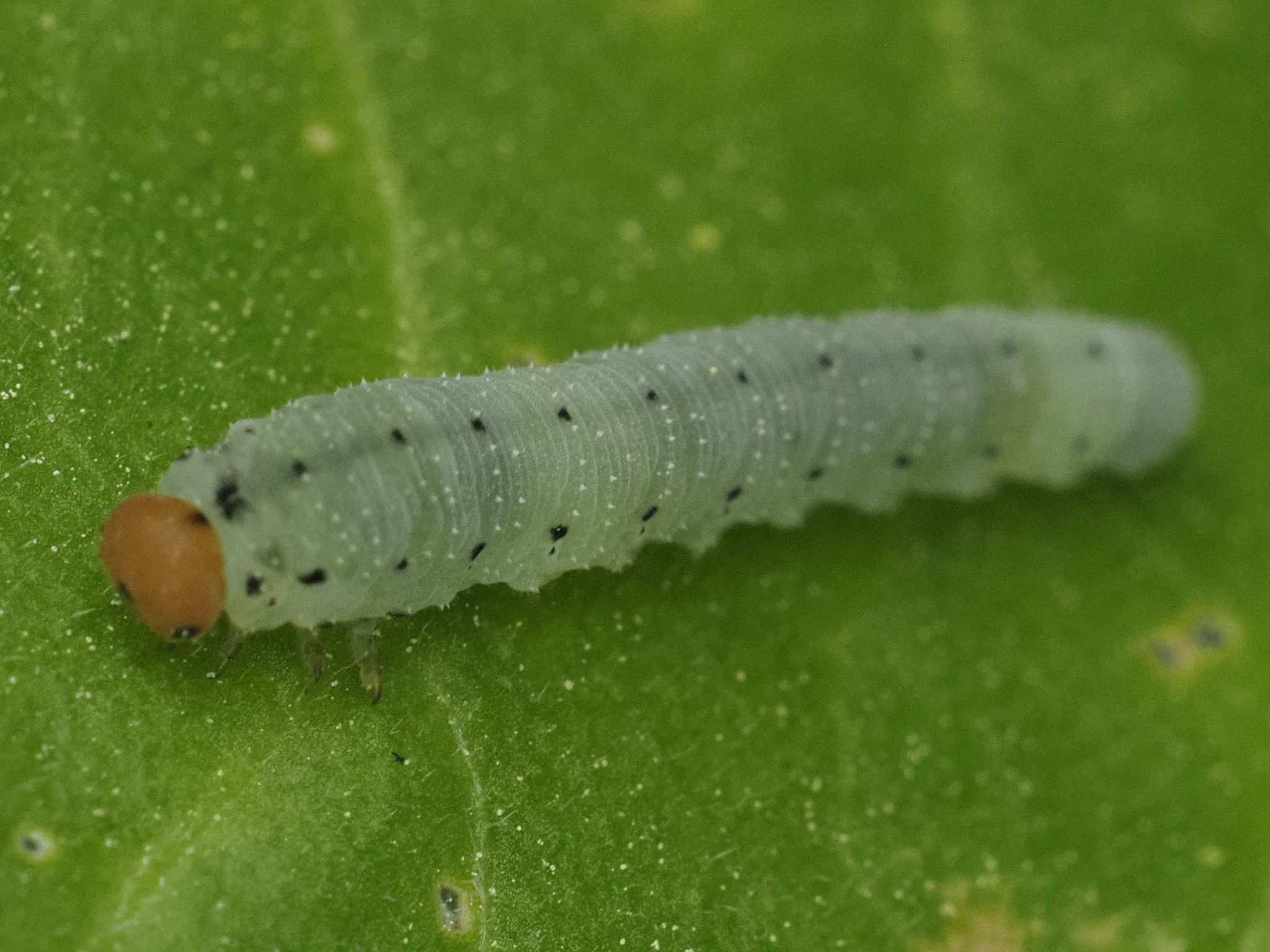
Larve

Sciapteryx costalis ist eine Pflanzenwespe aus der Familie der Echten Blattwespen (Tenthredinidae). Die Art wurde 1775 von dem dänischen Zoologen Johann Christian Fabricius als Tenthredo costalis beschrieben. Das Artepitheton costalis bezieht sich auf die Färbung der Costalader.

## Unterarten und Verbreitung
Es wurden neben der Nominatform zwei Unterarten zu Sciapteryx costalis beschrieben.
- Sciapteryx costalis corcyrensis Benson, 1954 – Korfu
- Sciapteryx costalis costalis – Mitteleuropa, Südosteuropa, europ. Teil Russlands
- Sciapteryx costalis soror Konow, 1890 – Mittel-, Südwest-, Süd-, Osteuropa, Großbritannien, europ. Teil Russlands

Sciapteryx costalis soror wird von manchen Autoren als eine eigenständige Art, Sciapteryx soror, betrachtet.
Sciapteryx costalis corcyrensis ist bisher nur von Korfu bekannt. Die Larvennahrungspflanzen dieser Unterart sind nicht bekannt.

## Sciapteryx costalis costalis

### Merkmale
Die Pflanzenwespen sind 6–10 mm lang. Sie besitzen eine schwarze Grundfärbung. Die Hinterleibssegmente weisen einen weißen Hinterrand auf. Über den Hinterrand des Pronotums verläuft ein weißer Strich. Die Augen weisen einen weißen Innenrand auf. Das Labrum, die Tegulae sowie ein Großteil der Flügelmale der Vorderflügel sind orange gefärbt. Entlang der Costalader verläuft ein oranger Streifen. Die Vorderseiten der Femora und Tibien sind weißlich. Die Larven von Sciapteryx costalis sind oberseits blass braungrünlich gefärbt, unterseits blass weißlich. Über den Körper verlaufen mehrere Reihen großer schwarzer Flecke. Die Kopfkapsel der Larven ist orange gefärbt.

### Lebensweise
Die Blattwespen fliegen früh im Jahr. Für Oberösterreich gibt Schwarz (2011) für S. c. costalis als Flugzeit Mitte März bis Anfang Mai an. Die Larven fressen an den Blättern von Scharfem Hahnenfuß (Ranunculus acris), Kriechendem Hahnenfuß (Ranunculus repens) und vermutlich auch von weiteren Ranunculus-Arten.

### Bilder

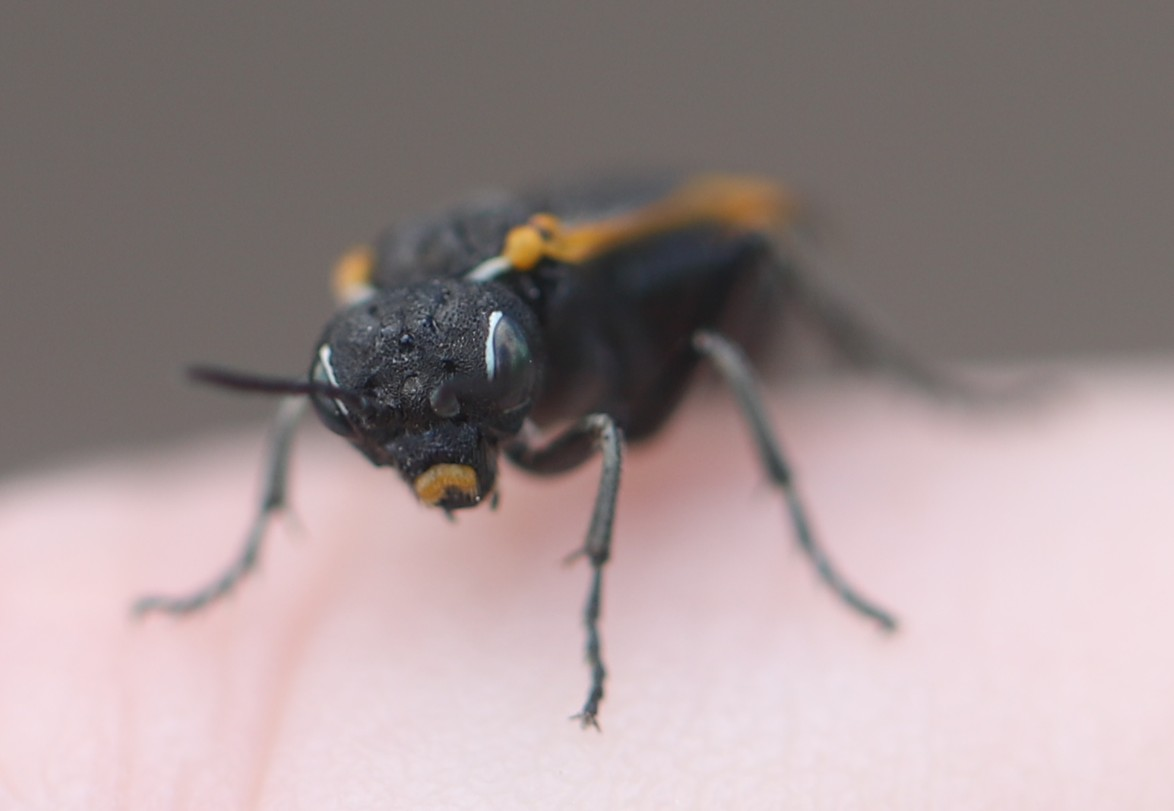
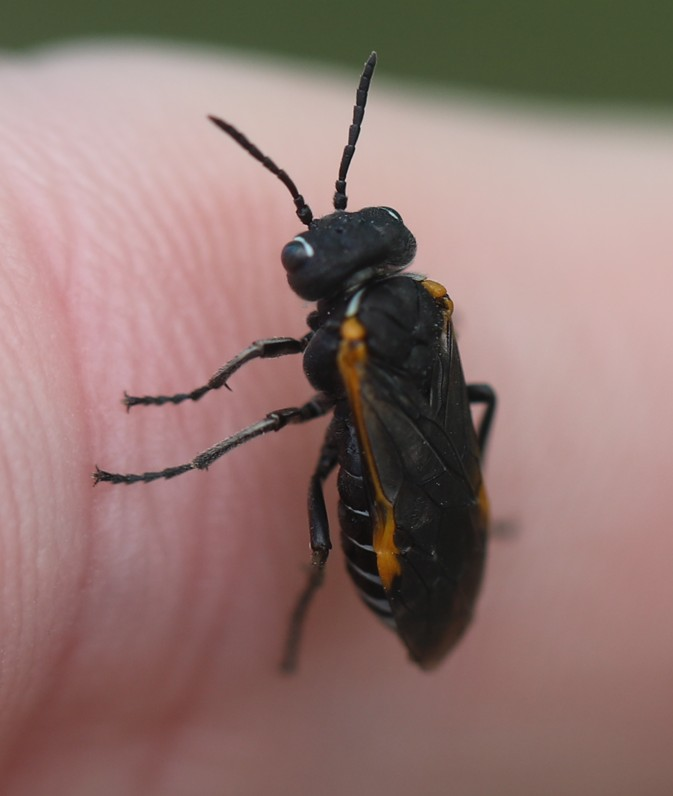
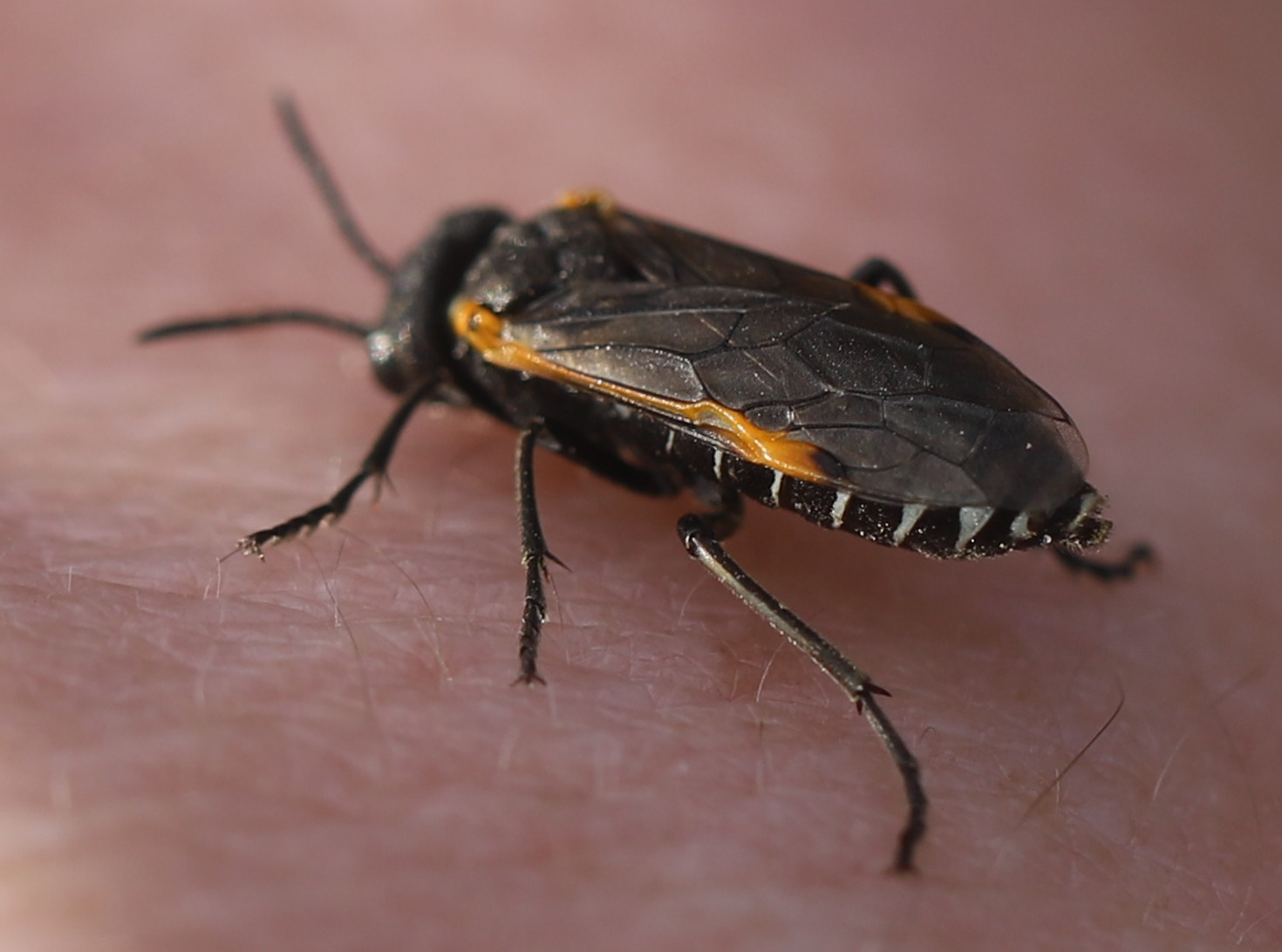
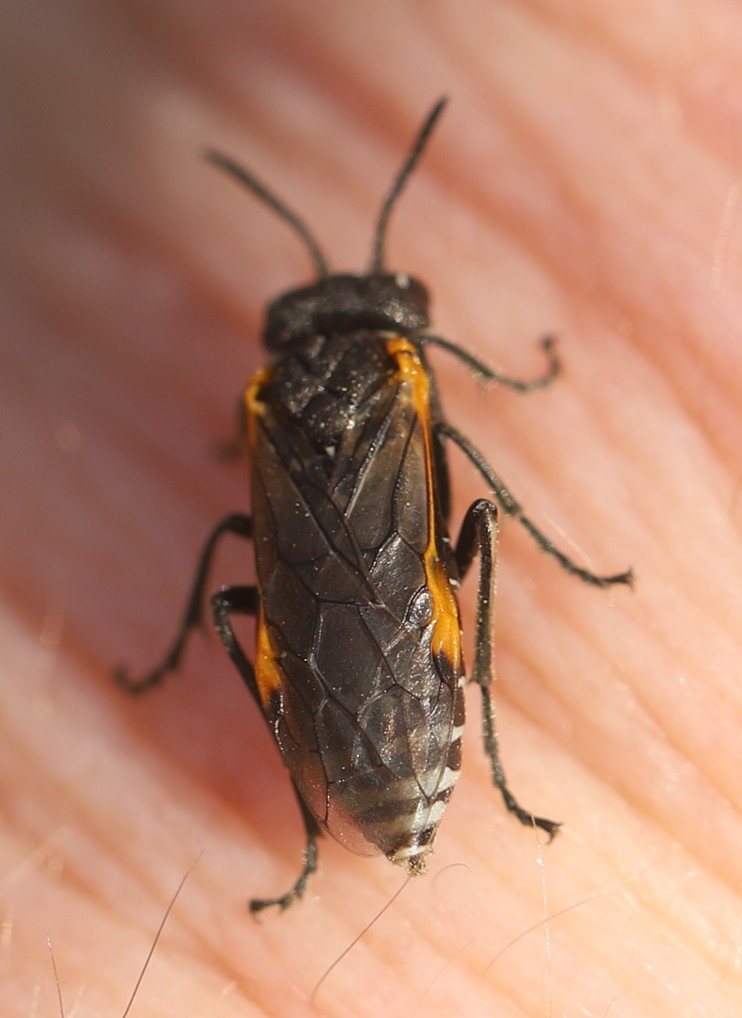

## Sciapteryx costalis soror

### Merkmale
Im Gegensatz zur Nominatform fehlt der orange Streifen entlang der Costa bzw. dieser ist nur an der Vorderflügelbasis und am Übergang zum Flügelmal vorhanden. Weiterhin verläuft bei S. c. soror ein weißer Querstreifen unterhalb der Fühlereinlenkungen.

### Lebensweise
Für Großbritannien wird als Flugzeit der Blattwespen April bis Mai angegeben. Die Larven fressen vermutlich an Ranunculus-Arten. Im letzten Larvenstadium fand man die Larven an Wildrosen, Brombeeren und an Kleinem Wiesenknopf fressend.

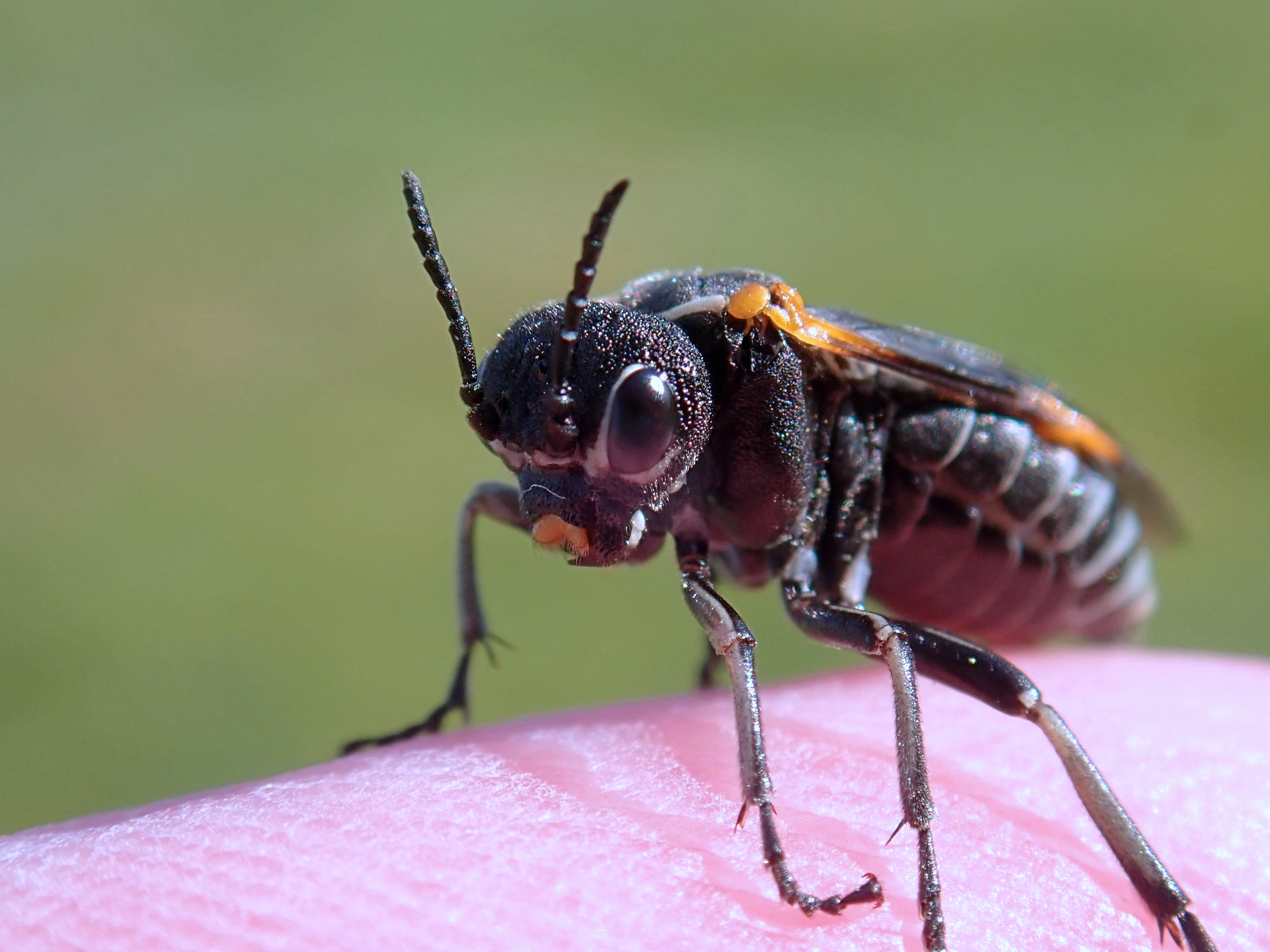
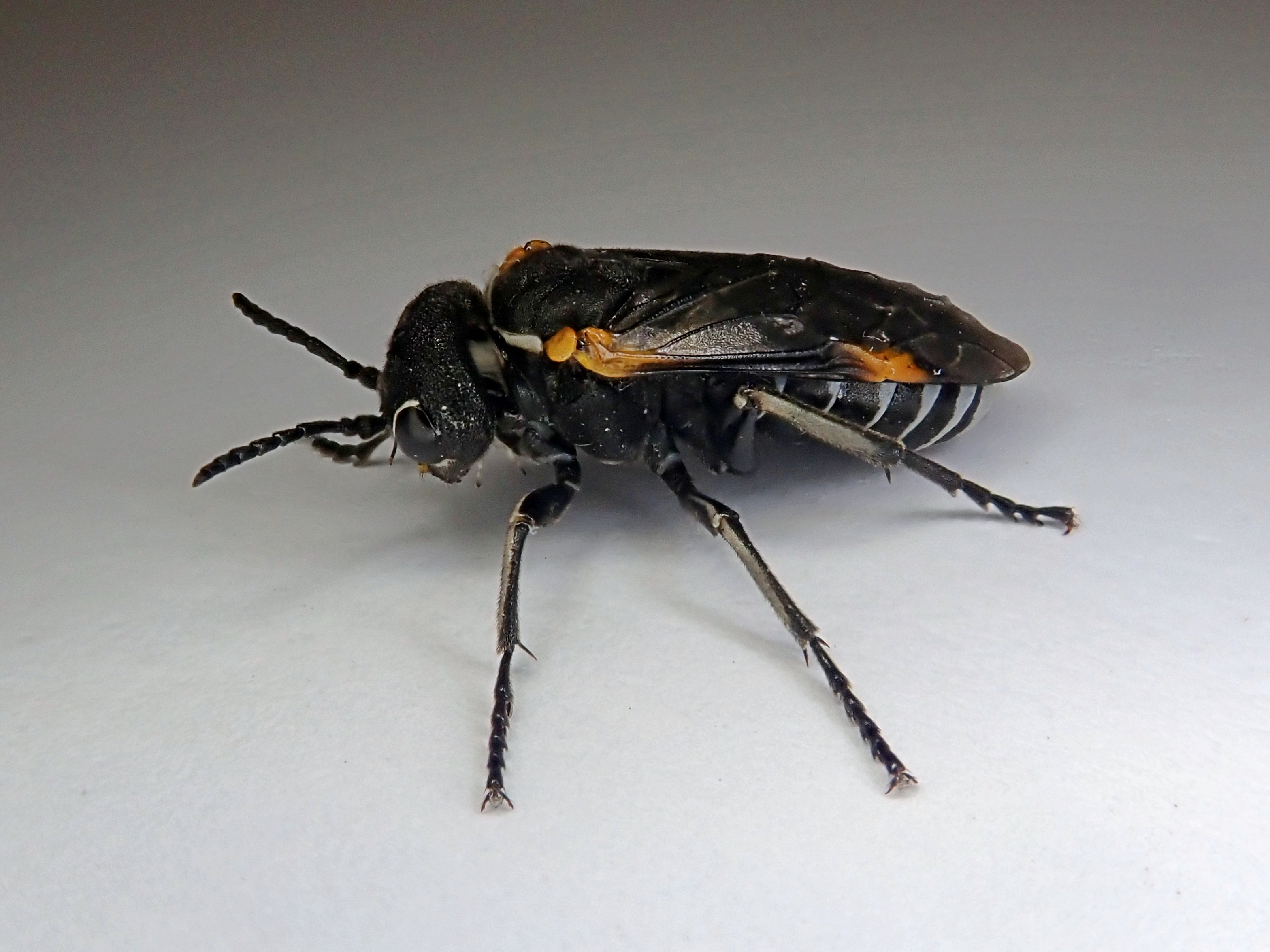
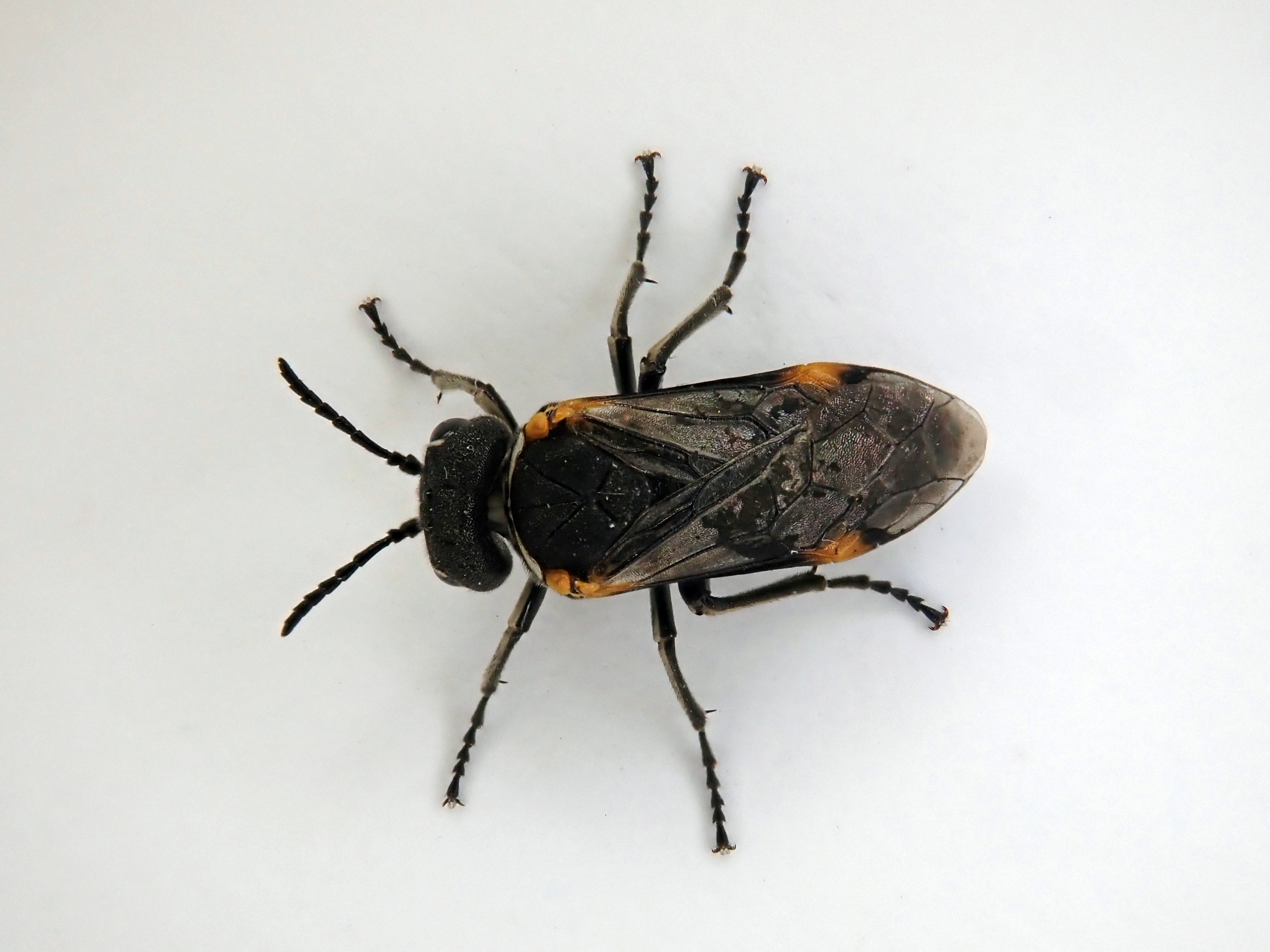
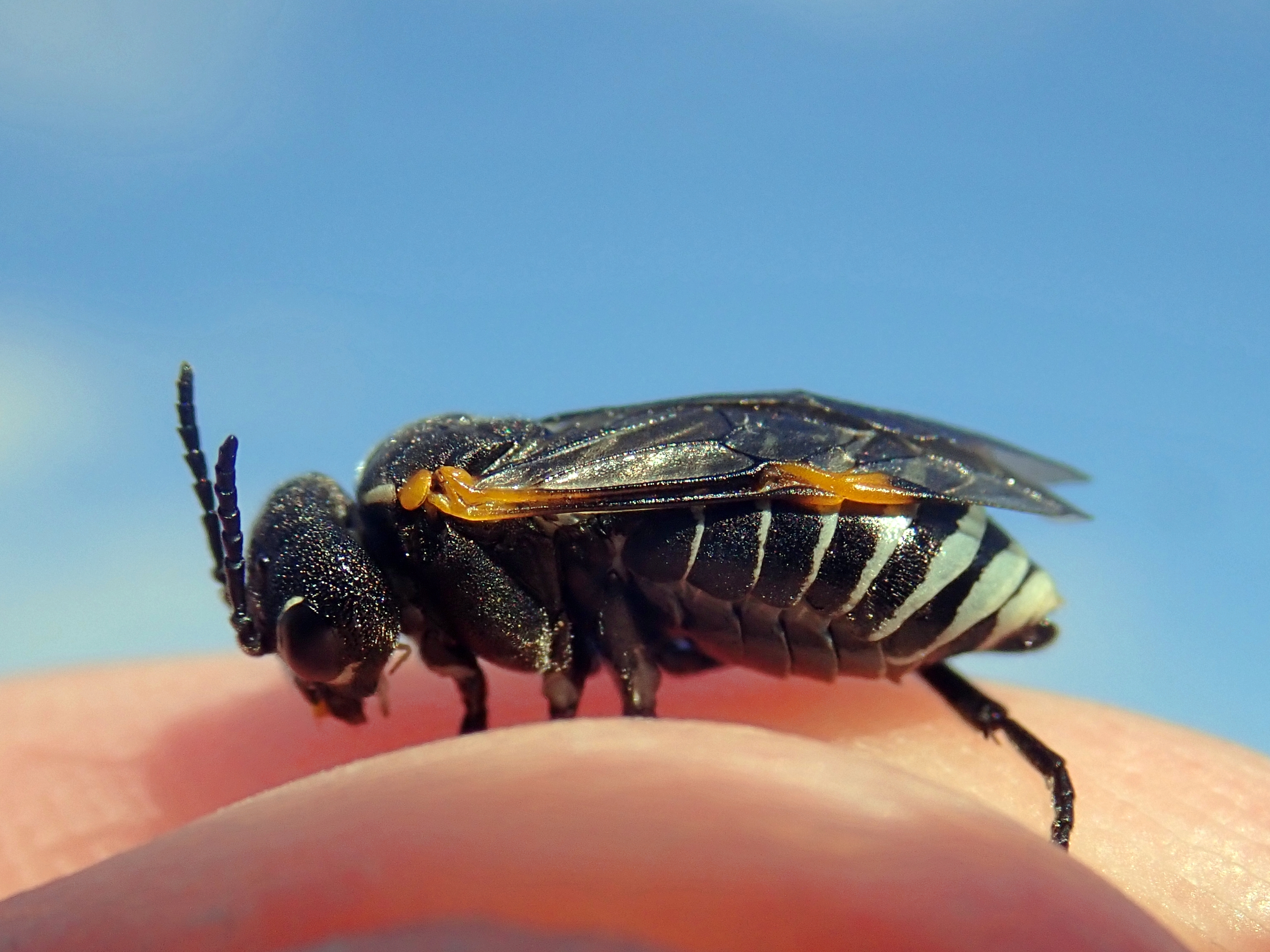